# Євангелист (часопис)
«Євангелист» — часопис громади християн-баптистів, виходив у Львові впродовж 1929—1932 роках.

## Головні дані
Редактор: Петро Олишко. Видає: Комітет (П. Олишко, С. Білинський, Г. Урбан). З друкарні Ставропігійського Інституту, вул. Бляхарська, 9 (1929 ч. 1 — 2/3, 1931 ч. 2), з друкарні М. Л. Ґлязера в Сокалі (1929 ч. 4 — 7/9), здрукарні Е. Шпильки в Яворові (1932 ч. 1/2 — 5). Адреса для замовлень: П. Олишко, Кольонія Баптистів, пошта Белз (Bełz), повіт Сокаль. Передплата: 3 злоті, за кордоном — 1 доляр.

## Тематика
Видання порушувало питання узгодженості християнських засад із реальними вчинками людини, відповідальності за вибір життєвого шляху. Автори низки публікацій посилаються не лише на біблійні джерела, а й цитують вислови античних філософів. Критиці піддають «фальшивих» християн, для яких земні блага вищі від духовного багатства, це, зокрема стосується католиків — наведено уривок твору «З історії реліґійної думки» Михайла Грушевського: «Блаженний той, хто святість серця, святе щастє своє заховав не в ризі, а в волі Божій». У часописі виходили притчі, матеріали історично-релігійної тематики. Серед особливостей — у притчах і статтях практично немає зв'язків з українською народною та релігійною традицією, натомість уміщено розповіді про муринів (чорношкірих) чи індіянців, діяльність американських місіонерів.
Серед рубрик: «Мудрі приповідки», «Мудрі думки», «Для братів проповідуючих», «Куток для дітей», «Куток молоді», «На річ часопису зложили» = «Поквітовання» = «Зложили на журнал „Євангелист“», «В редакції можна набути слідуючі видання».